# بنتنغ (زاز الشرقي)
بنتنغ (بالفارسية: چکان حسین آباد) هي قرية تقع في إيران في قسم زاز الشرقي الریفي. يقدر عدد سكانها بـ 66 نسمة .